# Pedreira (Tomar)
Pedreira é uma povoação portuguesa do Município de Tomar que foi sede da extinta Freguesia de Pedreira, freguesia que tinha 12,07 km² de área e 549 habitantes (2011), e, por isso, uma densidade populacional de 45,5 hab/km².
A Freguesia de Pedreira foi extinta (agregada) pela reorganização administrativa de 2012/2013, sendo o seu território integrado na Freguesia de Além da Ribeira e Pedreira.
A Freguesia de Pedreira era constituída pelas localidades de Pedreira, S. Simão, Prado, Cadaval, Porto de Cavaleiros, Arrascada, Quinta da Granja e Vale da Pia.
Sabe-se que conta com mais de 500 anos, pois existem registos da sua existência datados 1530, com o nome do Casal do Arrife, vindo mais tarde a chamar-se Pedreira, devido à quantidade e qualidade da pedra aí existente. As fortes tradições históricas da Pedreira estão representadas no próprio nome da freguesia. Foi daqui que saiu todo o trabalho de cantaria que embeleza arquitetonicamente os edifícios da zona histórica de Tomar. As oficinas do ramo que ainda hoje existente na povoação, são a memória viva de um passado brilhante na arte de trabalhar a pedra.
A freguesia da Pedreira foi criada em 5 de Maio de 1928, através do Decreto n.º 15 436, desanexando-se nessa altura da freguesia de Carregueiros, com os lugares de Cadaval, Prado e S. Simão, tendo como sede de freguesia o lugar da Pedreira. 
Actividades económicas: Indústria de papel, transformação de mármores e seus derivados, serralharia civil, indústria de confecções, construção civil, comércio e prestação de serviços.
Festas e romarias: Festa da Padroeira (5 de Agosto), Festa em honra de S. Simão (em Julho), Festival de Folclore internacional (último fim-de-semana de Junho).

## População
| População da freguesia de Pedreira | População da freguesia de Pedreira | População da freguesia de Pedreira | População da freguesia de Pedreira | População da freguesia de Pedreira | População da freguesia de Pedreira | População da freguesia de Pedreira | População da freguesia de Pedreira | População da freguesia de Pedreira | População da freguesia de Pedreira | População da freguesia de Pedreira | População da freguesia de Pedreira | População da freguesia de Pedreira | População da freguesia de Pedreira | População da freguesia de Pedreira |
| ---------------------------------- | ---------------------------------- | ---------------------------------- | ---------------------------------- | ---------------------------------- | ---------------------------------- | ---------------------------------- | ---------------------------------- | ---------------------------------- | ---------------------------------- | ---------------------------------- | ---------------------------------- | ---------------------------------- | ---------------------------------- | ---------------------------------- |
| 1864                               | 1878                               | 1890                               | 1900                               | 1911                               | 1920                               | 1930                               | 1940                               | 1950                               | 1960                               | 1970                               | 1981                               | 1991                               | 2001                               | 2011                               |
|                                    |                                    |                                    |                                    |                                    |                                    | 820                                | 807                                | 783                                | 679                                | 515                                | 744                                | 641                                | 563                                | 549                                |

Freguesia criada pelo decreto nº 15.436, de 05/05/1928, com lugares desanexados da freguesia de Carregueiros
| Distribuição da População por Grupos Etários | Distribuição da População por Grupos Etários | Distribuição da População por Grupos Etários | Distribuição da População por Grupos Etários | Distribuição da População por Grupos Etários | Distribuição da População por Grupos Etários | Distribuição da População por Grupos Etários | Distribuição da População por Grupos Etários | Distribuição da População por Grupos Etários | Distribuição da População por Grupos Etários |
| -------------------------------------------- | -------------------------------------------- | -------------------------------------------- | -------------------------------------------- | -------------------------------------------- | -------------------------------------------- | -------------------------------------------- | -------------------------------------------- | -------------------------------------------- | -------------------------------------------- |
| Ano                                          | 0-14 Anos                                    | 15-24 Anos                                   | 25-64 Anos                                   | > 65 Anos                                    |                                              | 0-14 Anos                                    | 15-24 Anos                                   | 25-64 Anos                                   | > 65 Anos                                    |
| 2001                                         | 61                                           | 66                                           | 292                                          | 144                                          |                                              | 10,8%                                        | 11,7%                                        | 51,9%                                        | 25,6%                                        |
| 2011                                         | 78                                           | 39                                           | 251                                          | 181                                          |                                              | 14,2%                                        | 7,1%                                         | 45,7%                                        | 33,0%                                        |

Média do País no censo de 2001:  0/14 Anos-16,0%; 15/24 Anos-14,3%; 25/64 Anos-53,4%; 65 e mais Anos-16,4%
Média do País no censo de 2011:   0/14 Anos-14,9%; 15/24 Anos-10,9%; 25/64 Anos-55,2%; 65 e mais Anos-19,0%

## Património
- Gruta do Caldeirão
- Casa da Quinta da Granja
- Igreja matriz, dedicada a Nossa Senhora das Neves. Templo reconstruído entre 1777 e 1782 através de subscrição pública. De uma só nave, tem tecto em madeira de três planos, capela-mor e dois altares colaterais. No corpo do templo, um de cada lado, estão dois quadros de pintura a óleo sobre tábua, dos finais do século XVI, repintados de forma agradável. Representam a degolação de um santo mártir e o episódio de S. Tiago e os Mouros. Ambos os quadros são muito curiosos, sobretudo pela figuração e indumentária. No presbitério, está um cadeirão do século XVIII, com o fundo e a espalda de coiro gravado. Existe ainda uma imagem da Santíssima Trindade, escultura de pedra quinhentista. Tem também a Pia Baptismal, que é uma valiosa obra de cantaria.
- Capelas da Nossa Senhora da Conceição e de S. Simão
- Açude de Pedra
- Gruta do Cadaval
- O Miradouro, construído em 1928, é um dos locais turísticos mais emblemáticos deste lugar. Pelo seu panorama, com vista sob o Rio Nabão ao longo do seu curso, assim como a Fábrica do Prado à direita, e a praia fluvial à esquerda.

Outros locais de interesse turístico: Rio Nabão, praia fluvial e Museu Etnográfico.
Gastronomia: Mexuda (papas de farinha de milho), petingas assadas (sardinha pequenina) e queijadas da Pedreira.
Artesanato: Oficinas de cantaria e trabalhos em madeira.
Colectividades: Sociedade Recreativa e Musical da Pedreira, Rancho Folclórico "Os Canteiros da Pedreira", Grupo Desportivo e Recreativo da Marcol e Centro Recreativo e Cultural de S. Simão.